# پروتاگوراس
پروتاگوراس، بروتاغورث (به یونانی: Πρωταγόρας) فرزند مایاندریوس، نخستین و مهم‌ترین فیلسوف سوفسطائی بود که در آبدرای یونان زاده شد و در حدود سال ۴۵۰ پیش از میلاد به شهرت رسید. پروتاگوراس معاصر با گرگیاس بود و با حاکم دانشمند یونان پریکلس روابطی دوستانه داشت، او نخستین کسی بود که در مقابل تعلیم مزد دریافت می‌کرد.
شغل وی در جوانی باربری بود ولی عشق و علاقه به دانش سبب گردید در نزد خود خواندن و نوشتن فراگیرد و از دانشمندان بزرگ عصر خود شود. وی در جوانی به مسافرت‌های متعدد پرداخت و در طی یکی از مسافرت‌ها قایقش در اثر طوفان غرق شد و جان سپرد.

## آراء

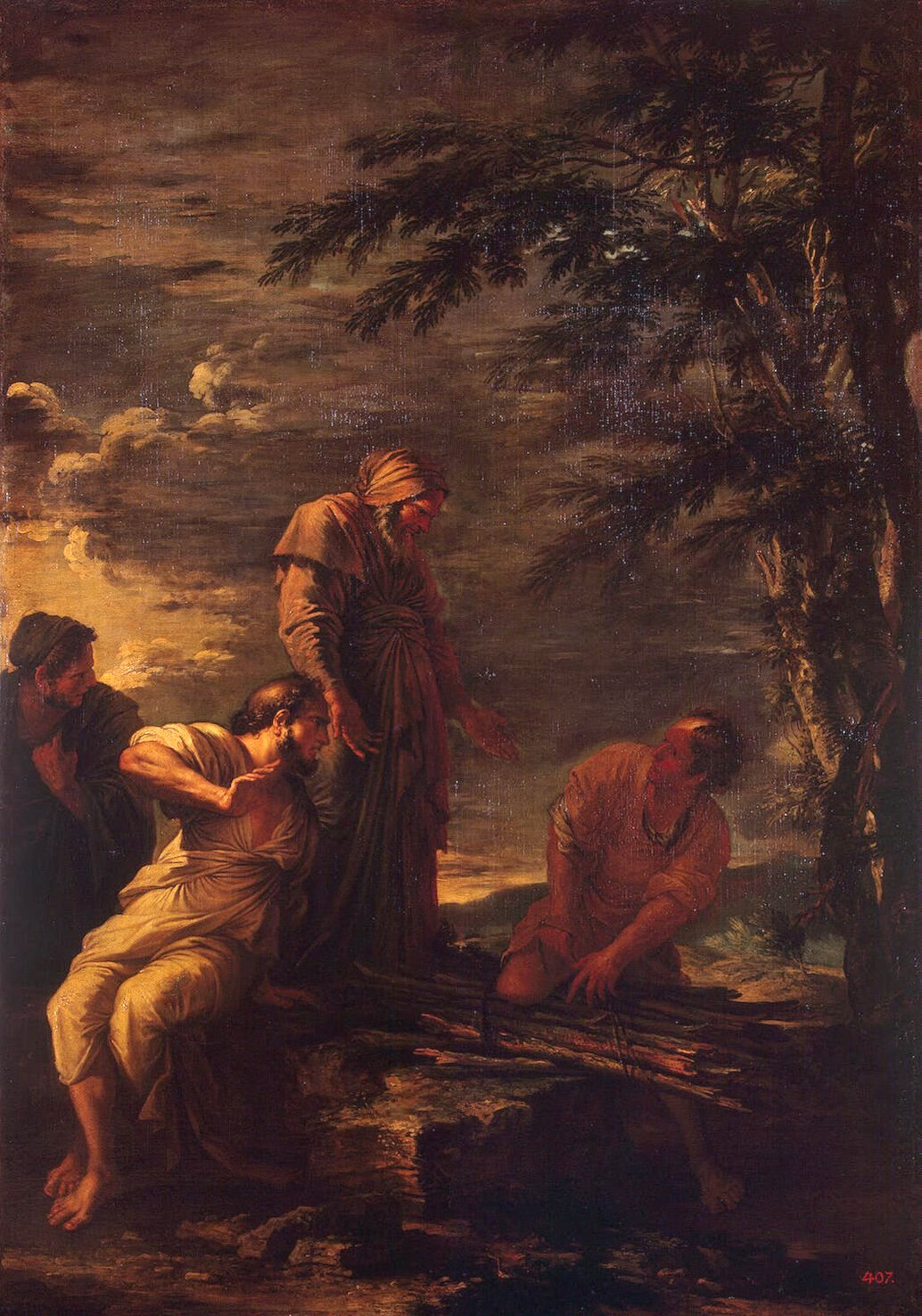
Salvator Rosa - Démocrite et Protagoras.jpg

پروتاگوراس شکّاکیّت نمایانی به امکان معرفت حقیقی ابراز می‌داشت. می‌گفت: «در برابر هر استدلالی، یک استدلال متقابل هم هست.»
او عقیده داشت «آدمی نمی‌تواند بداند آیا خدایان وجود دارند یا نه؛ زیرا عمر بشر کوتاه و مسئلهٔ خدایان مبهم و تاریک است.»
حقیقت مطلقی که شناسایی‌پذیر باشد وجود ندارد؛ چرا که سرشت هرکس در داوری‌هایش تأثیر می‌گذارد. این سخن معنای گفتهٔ مشهور اوست که «انسان معیار همه چیز است. معیار هستی آنچه هست و این که چگونه است و معیار نیستی آنچه نیست و این که چگونه نیست.»
پروتاگوراس به جرم کفر به خدایان در آتن محاکمه شد و به مرگ محکوم گشت. گروهی از شاگردانش وسیلهٔ فرار او را فراهم کردند و او را از زندان رهایی دادند؛ او نیز با یک کشتی به جزیره سیسیل رفت و در آن‌جا درگذشت.
افلاطون، عقاید پروتاگوراس را مورد نقد قرار داد و دو رساله به نام‌های تئت و پروتاگوراس در ردّشان نوشت؛ با این حال بسیاری معتقدند که افلاطون در این رساله‌ها افکار پروتاگوراس را تعمّدأ ساده نشان داده تا آموزه‌های او را نفی کند. گفتگوی پروتاگوراس-افلاطون مشهور است.
پروتاگوراس با توجه به سخن خود، که می‌گفت «انسان معیار همه چیز است» توضیح می‌داد که یعنی چون همگان نمی‌تواند در هیچ اصل مشترکی به نام حقیقت به وحدت نظر برسند پس حقیقت جنبه خصوصی و شخصی دارد و هر کس هر چه بپندارد و تخیل کند برای او حقیقت است.
هر انسانی ادراکات خاص خود را دارد و هیچ شخص دیگری نمی‌تواند واقعاً بفهمد که کدامیک از این ادراکات «حقیقت» دارد. جهان هستی دارای اصولی غایی نیست که بتوان کشفشان کرد. حقایق اشیاء تابع اعتقادند؛ یعنی اگر حقیقتی را تصدیق کنی، آن نزد تو حق است و اگر منکر آن شوی، در نزد تو حق نیست. انسان میزان هر چیز است و حقایق در نفس‌الامر ثبوتی ندارند.
او معتقد بود حقیقت یک چیز از فردی به فرد دیگر متغیر است یعنی واقعیت معیاری ثابت ندارد، او با این گفتار و افکار خود موجی از ناباوری و شکاکیت را در فضای فکری روزگار خود منتشر کرد و مبانی علم و حقیقت را متزلزل ساخت.